# Ådkubben
Ådkubben är en ö öst om Gräsö. Ön är obebodd men har en byggnad.